# Gas (film)
Gas è un film del 2005, diretto da Luciano Melchionna.
È stato presentato nella sezione Cineasti del Presente al Festival di Locarno e nella sezione New Cinema Network alla Festa del Cinema di Roma 2006.
Per la sua interpretazione Loretta Goggi è stata nominata al Nastro d'argento come miglior attrice non protagonista.
Questo film è riconosciuto come d'interesse culturale nazionale dalla Direzione generale Cinema e audiovisivo del Ministero per i beni e le attività culturali e per il turismo italiano, in base alla delibera ministeriale del 15 marzo 2005.

## Trama
Cinque ragazzi, tutti tra i venti e i trent'anni, prendono in ostaggio un uomo cinquantenne ed iniziano a torturarlo e seviziarlo per puro divertimento.
Viene fuori che i cinque ragazzi, tutti provenienti da estrazioni sociali diverse, amano divertirsi con il dolore e la sofferenza per poter scaricare così tutta la tensione dovuta al quotidiano impatto con la società e con le rispettive famiglie. 
Nel gruppo, però, c'è anche Luca, un tranquillo ragazzo poco più che ventenne che sembra avere un piano ben preciso nei confronti degli altri membri.